# The Vow (série de TV)
The Vow é um docudrama de crime baseado em fatos reais com enfoque na seita NXIVM e seu líder Keith Raniere, que estreou em 23 de agosto de 2020 na HBO.

## Enredo
The Vow segue membros que se juntaram ao grupo de auto-aperfeiçoamento NXIVM, do qual seu líder, Keith Raniere foi indiciado por trafico sexual e extorsão, entre outros crimes, e mostra o desdobramento dos eventos relacionados aos mesmos.
Os antigos membros Sarah Edmondson, Mark Vicente, Bonnie Piesse, e Barbara Bouchey aparecem durante a série.
Catherine Oxenberg aparece no programa retratando sua tentativa de resgatar sua filha India.

## Produção
A produção da série começou em 2017, focando inicialmente em Sarah Edmondson, Mark Vicente, Bonnie Piesse, Anthony Ames, e Catherine Oxenberg, como uma maneira de documentar como escaparam da NXIVM, enquanto temiam ser processados legalmente por Clare Bronfman, que assumia um papel de liderança no grupo, e queriam ter uma garantia de proteção registrando a situação em vídeo.
Os produtores Jehane Noujaim e Karim Amer inicialmente não pretendiam fazer do programa uma série documental, porém após Noujaim participou dos cursos de recrutamento do grupo, indicada por Sara Bronfman, eles tomaram interesse em entenderem sobre os abusos da organização e começaram seus registros. Em abril de 2019, foi anunciado que a série havia recebido aprovação da HBO, sob produção da HBO Documentary Films.

## Recepção

### Respostas da Crítica
No agregador de resenhas Rotten Tomatoes, a série conseguiu uma taxa de aprovação de 79% baseado em 19 críticas, com uma média de aprovação total de 7.17/10. O consenso crítico do portal cita, "Ainda que The Vow eventualmente exceda seu alcance, sua abordagem empática para desvendar as manipulações da NXIVM e suas consequências tornam sua visualização difícil, porém necessária".No Metacritic, a série alcançou uma aprovação média de 77 de 100, baseado em 11 críticas, indicando "resenhas geralmente favoráveis".

### Audiência
| № | Título               | Exibição original     | Rating/share (18–49) | Audiência (em milhões) | DVR (18–49)    | Audiência em DVR (milhões) | Total (18–49)  | Audiência total (em milhões) |
| - | -------------------- | --------------------- | -------------------- | ---------------------- | -------------- | -------------------------- | -------------- | ---------------------------- |
| 1 | "The Science of Joy" | 23 de agosto de 2020  | 0.07                 | 0.342                  | por determinar | por determinar             | por determinar | por determinar               |
| 2 | "Viscera"            | 30 de agosto de 2020  | por determinar       | 0.338                  | por determinar | por determinar             | por determinar | por determinar               |
| 3 | "At Cause"           | 6 de setembro de 2020 | por determinar       | 0.341                  | por determinar | por determinar             | por determinar | por determinar               |
| 4 | "Building Character" | September 13, 2020    | por determinar       | 0.304                  | por determinar | por determinar             | por determinar | por determinar               |
| 5 | "Class 1 Data"       | September 20, 2020    | por determinar       | 0.362                  | por determinar | por determinar             | por determinar | por determinar               |